# Tibouchina wurdackii
Tibouchina wurdackii är en tvåhjärtbladig växtart som beskrevs av Frank Almeda och Todzia. Tibouchina wurdackii ingår i släktet Tibouchina och familjen Melastomataceae. Inga underarter finns listade i Catalogue of Life.